# Рогер Юнг
Рогер Юнг (швед. Roger Ljung, нар. 8 січня 1966, Ломма) — колишній шведський футболіст, що грав на позиції захисника.

## Клубна кар'єра
У дорослому футболі дебютував 1983 року виступами за «Лундс», в якому взяв участь у 47 матчах чемпіонату.
Своєю грою за цю команду привернув увагу представників тренерського штабу «Мальме», до складу якого приєднався 1985 року. Відіграв за команду з Мальме наступні чотири сезони своєї ігрової кар'єри.
Після цього виїхав за кордон, де грав у складі швейцарських «Янг Бойза» та «Цюриха», австрійської «Адміра-Ваккер» та турецького «Галатасараю».
Завершив професійну ігрову кар'єру у намецькому «Дуйсбурзі», за який виступав протягом 1994–1995 років.

## Виступи за збірну
1988 року дебютував в офіційних матчах у складі національної збірної Швеції, того ж року був включений до складу збірної в турнірі на Олімпійських іграх в Південній Кореї. 
У складі збірної був учасником чемпіонату світу 1990 року в Італії, домашнього чемпіонату Європи 1992 року та чемпіонату світу 1994 року у США, на якому команда здобула бронзові нагороди.
Всього протягом кар'єри у національній команді, яка тривала 8 років, провів у формі головної команди країни 59 матчів, забивши 4 голи.

## Титули і досягнення
- Чемпіон Швеції (2):

«Мальме»: 1986, 1988
- Володар Кубка Швеції (1):

«Мальме»: 1985-86
- Чемпіон Туреччини (1):

«Галатасарай»: 1993-94
- Бронзовий призер чемпіонату світу: 1994

### Особисті
- Футболіст року в Австрії: 1993